# Morād Chāl
Morād Chāl (persiska: مراد چال) är en ort i Iran.   Den ligger i provinsen Mazandaran, i den norra delen av landet, 80 km norr om huvudstaden Teheran. Morād Chāl ligger 958 meter över havet och antalet invånare är 105.
Terrängen runt Morād Chāl är huvudsakligen bergig, men åt nordost är den kuperad. Runt Morād Chāl är det ganska tätbefolkat, med 80 invånare per kvadratkilometer. Närmaste större samhälle är Kalārdasht, 14,0 km nordväst om Morād Chāl. I omgivningarna runt Morād Chāl växer i huvudsak blandskog.